# Ruskin Bond

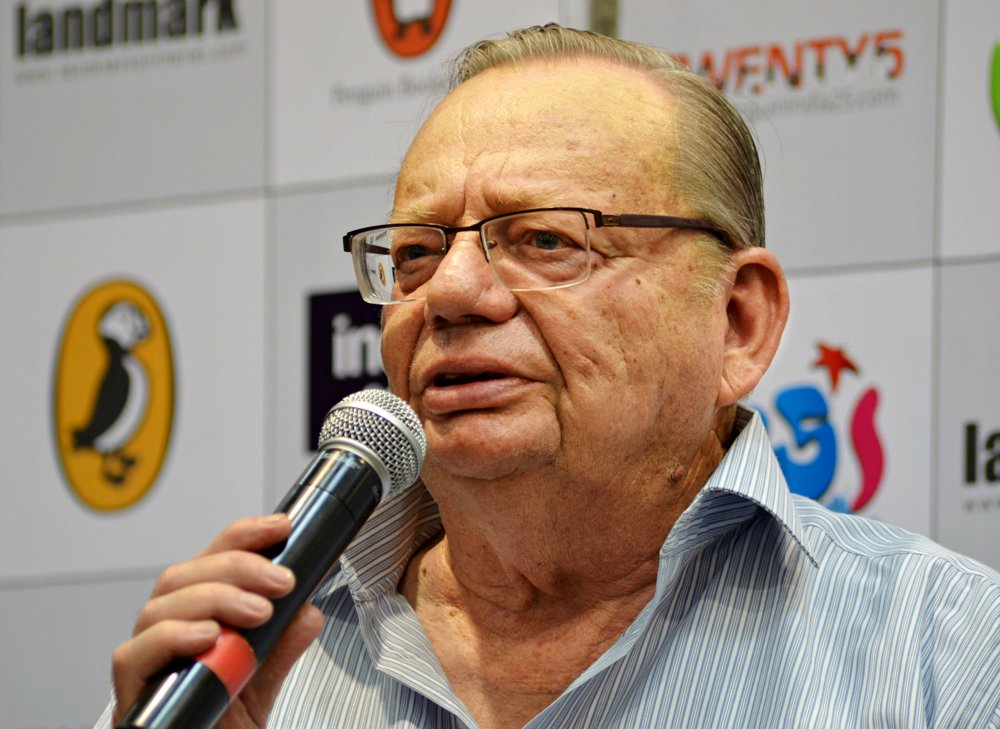
Ruskin Bond (2012)

Ruskin Bond (* 19. Mai 1934 in Kasauli, Himachal Pradesh) ist ein indischer Schriftsteller anglo-indischer Abstammung.

## Leben
Bonds Vater war Schotte, aber in Indien geboren, seine Mutter war Anglo-Inderin. Nach der Scheidung der Eltern und dem frühen Tod seines Vaters wuchs Ruskin Bond teils bei seinen Großeltern in Dehradun, teils in Internatsschulen auf. Nachdem Indien 1947 unabhängig geworden war, emigrierten Bonds Großeltern und andere Verwandte nach England. Die inzwischen mit einem Inder verheiratete Mutter blieb mit dem Sohn im Land.
Nach dem Ende seiner Schulzeit verbrachte Bond vier Jahre in England. In London begann er mit siebzehn Jahren seinen ersten Roman, The Room on the Roof, die stark autobiographisch geprägte Geschichte des elternlosen jungen Anglo-Inders Rusty, der seinem überstrengen Ziehvater, einem britischen Missionar, entflieht und eine Familie kennenlernt, die ihm erlaubt, sich in einer Kammer auf dem Flachdach ihres Hauses wohnlich einzurichten. Von dem Vorschuss, den Bond für dieses Buch erhielt, kaufte er sich ein Schiffsticket nach Bombay und kehrte zurück nach Indien. Er arbeitete einige Jahre als Journalist in Dehradun und Neu-Delhi. Seit 1963 lebt er als freier Schriftsteller in Mussoorie.
Ruskin Bonds Werk umfasst Romane, Kurzgeschichten, längere Erzählungen, Essays, Reiseberichte und Jugendbücher. In Indien sind besonders seine Kurzgeschichten beliebt und wurden mehrfach aufgelegt. Seine 1975 veröffentlichte Erzählung A Flight of Pigeons („Ein Schwarm Tauben“) wurde 1978 unter dem Titel Junoon („Wahnsinn“) von Shyam Benegal verfilmt und ging als ein Klassiker in die Geschichte des Hindi-Films ein. Bond wurde für den Erzählband Our Trees Still Grow In Dehra 1992 mit dem Preis der Sahitya Akademi (Literaturakademie) für englische Literatur in Indien ausgezeichnet. Für seine Beiträge zur Jugendliteratur erhielt er 1999 die staatliche Auszeichnung Padma Shri.

## Werke (Auswahl)
- 1956: The Room on the Roof (Roman)
- 1960: Delhi is not Far (Roman)
- 1975: A Flight of Pigeons (Erzählung)
- 1988: The Night Train at Deoli and other Stories (Kurzgeschichten)
- 1989: Time Stops At Shamli and other Stories (Kurzgeschichten)
- 1991: Our Trees Still Grow in Dehra (Jugenderinnerungen)
- 1992: Strange Men, Strange Places (Skizzen über Europäer im Indien des 17. bis 19. Jahrhunderts)
- 1992: All Roads lead to Ganga (Reiseberichte)
- 1995: Binya’s Blue Umbrella (Erzählung)
- 1996: Strangers in the Night (2 Novellen)
- 1997: Scenes from a Writer’s Life (Erinnerungen)
- 1998: The Lamp is Lit (Essays und autobiographische Skizzen)
- 2006: Tales of the open Road (Reiseberichte)
- 2012: Maharani (Roman)
- 2015: A Book of Simple Living: Brief Notes from the Hills (Essays und Reflexionen)
- 2017: Lone Fox Dancing. My Autobiography
- 2017: Small Towns, Big Stories (Erzählungen)
- 2020: The Call of the Mountains. Tales, Reminiscences, Encounters & Anecdotes
- 2023  The Gold Collection: The Master’s Greatest Stories

## In deutscher Übersetzung
- Die Straße zum Bazar. Hamburg 1958 (Originaltitel: The Room on the Roof, übersetzt von Johannes Piron; autobiografisch geprägter Roman)
- Lasst die Tiger leben, Mödling-Wien: Verlag St. Gabriel, 1986 (Jugendbuch, übersetzt von Gertrud Paukner)
- Ein Schwarm Tauben. Draupadi, Heidelberg 2010 (englisch: A Flight of Pigeons. Übersetzt von Reinhold Schein, historische Erzählung aus der Zeit des Sepoy-Aufstands 1857/58).
- Geschichten aus dem Herzen Indiens. Klagenfurt/Wien 2013, ausgewählt und aus dem Englischen übersetzt von Reinhold Schein

## Verfilmungen
- 1978: Junoon (Hindi-Film nach A Flight of Pigeons)
- 2005: The Blue Umbrella (Kinderfilm nach der Erzählung Binya’s Blue Umbrella)
- 2011: 7 Khoon Maaf (Hindi-Film nach der Kurzgeschichte Susanna’s Seven Husbands)